# Wincenty Gałęzowski
Wincenty Gałęzowski herbu Tarnawa – pisarz lubelski w 1795 roku, regent grodzki lubelski w 1787 roku, poseł powiatu urzędowskiego na sejm grodzieński (1793), członek konfederacji grodzieńskiej 1793 roku. 